# 歐羅巴影業
歐羅巴影業公司（英語：EuropaCorp S.A.）是法國導演盧貝松於2000年9月與皮耶安居·裏·波崗成立之法國製片公司，公司成立宗旨是製作電影長片，並同時進行影片發行工作。關於DVD的發行已統合在"Fox Pathé Europa"發行集團。

## 历史
歐羅巴影業成立時資本額為5,236,000歐元，目前辦公室全搬至「電影城邦」（la Cité du cinéma），位在巴黎市北郊塞納-聖但尼省（Seine-Saint-Denis）之聖德尼市（Saint-Denis）。
基美影业在2016年以6千万欧元购入了欧罗巴影业27.9%的股份。

## 主要作品
- 2024年 : Weekend in Taipei《台北追緝令》
- 2023年 : DogMan《狗神》
- 2019年 : Anna《安娜》
- 2018年 : Renegades《潛龍突擊隊》
- 2018年 : Taxi 5《終極殺陣五》
- 2017年 : The Circle《圆圈》
- 2017年 : Valérian et la Cité des mille planètes《星際特工瓦雷諾：千星之城》
- 2016年 : The Warriors Gate《勇士之门》
- 2016年 : Miss Sloane 《攻敵必救》
- 2016年 : Shut In 《育陰房》
- 2016年 : Nine Lives《我的老爸喵星人》
- 2014年 : Lucy《露西》
- 2014年 : Brick Mansions《玩命特区》
- 2013年 : The Family 《别惹我》
- 2012年 : Taken2《即刻救援2》
- 2011年 : The Lady《昂山素姬》
- 2008年 : Taken《即刻救援》
- 2007年 : Taxi 4《終極殺陣四》
- 2006年 : Arthur et les Minimoys《亞瑟的奇幻王國：毫髮人的冒險》
- 2006年 : Quand j'étais chanteur《以前我是歌手的時候》
- 2006年 : Citizen Dog《大狗民》
- 2006年 : Cheeky《臉頰》
- 2006年 : Bandidas《神鬼二勢力》
- 2005年 : Angel-A《天使Ａ》
- 2005年 : La Boîte noire《黑盒子》
- 2005年 : Revolver《玩命左輪》
- 2005年 : The Transporter 2《玩命快遞二》
- 2005年 : The Three Burials of Melquiades Estrada《馬奎斯的三場葬禮》
- 2005年 : Danny the Dog《鬥犬》
- 2004年 : Taxi《計程車女王》
- 2004年 : Banlieue 13《暴力特區》
- 2004年 : Les Rivières pourpres 2《赤色追緝令二：末日審判》
- 2003年 : Michel Vaillant《雷霆殺陣》
- 2003年 : Haute Tension《戰慄》
- 2003年 : Fanfan la Tulipe《花開騎士》
- 2003年 : Moi César, 10 ans 1/2, 1m39《我是凱撒，十歲半，一百三十九公分》
- 2003年 : Taxi 3《終極殺陣三》
- 2003年 : Rire et châtiment《笑與罰》
- 2002年 : The Transporter《玩命快遞》
- 2002年 : Peau d'Ange《安琪的肌膚》
- 2001年 : Wasabi《極速追殺令》
- 2001年 : 15 août《八月十五》
- 2001年 : Kiss of Dragon《龍吻》
- 2001年 : Yamakasi《企業戰士》
- 2000年 : Exit《出口》
- 2000年 : The Dancer《舞者》
- 2000年 : Taxi 2《終極殺陣二》